# Caradrina leprii
Caradrina leprii là một loài bướm đêm trong họ Noctuidae.